# マニラ軍事裁判
マニラ軍事裁判（マニラぐんじさいばん）とは、第二次世界大戦後、フィリピン ルソン島のマニラで開かれたアメリカ軍による日本のBC級戦争犯罪人に対する軍事裁判。1945年10月8日から始まり、1947年4月15日に最終判決が下された。山下奉文陸軍大将以下212名が起訴され、177名が有罪、35名が無罪となった。
根拠法は、1945年9月24日太平洋地域米軍陸軍総司令部 (GHQ/AFPAC) 公布「戦争犯罪人裁判規程（英: Regulations Governing the Trials of War Criminals）、同年12月5日連合国軍最高司令官総司令部 (GHQ/SCAP) 公布「戦争犯罪被告人規程（英: Regulations Governing the Trials of Accused War Criminals）。
フィリピンでは、アメリカ軍のマニラ軍事裁判（管轄最高責任者はアメリカ軍第6軍司令官ウォルター・クルーガー中将）と、フィリピン軍のフィリピン軍事裁判（管轄最高責任者はマニュエル・ロハスフィリピン大統領）の2つの裁判が執り行われた。
第二次世界大戦について、日本側の行為を裁く裁判は各地で執り行われ、戦争賠償・補償ついては各地の軍事裁判での裁きと被害各国との間で条約・協定等が締結、履行された事により国際法上解決している。

## 起訴まで
当時のアメリカ領フィリピン付近を占領していた日本軍は、第14方面軍を基幹とする比島方面軍であり、その最高司令官は山下奉文陸軍大将である。この軍が正式に降伏したのは1945年9月3日、場所はルソン島北部にあるバギオにおいて。
降伏時、この方面に残存していた日本人は軍人・軍属は約115,200名、一般人25,000名、計140,200であり、これら全てが捕虜として収容所に収容された。この収容者の中から約2万名が戦犯容疑者としてカンルバン収容所に収容され予備審問に付され、212名がマニラ軍事裁判、169名がフィリピン軍事裁判に起訴された。
マニラ軍事裁判における主な戦犯容疑者は以下の通り（将官のみ）。
- 山下奉文（陸軍大将、比島方面軍最高司令官、第14方面軍司令官）死刑
- 田島彦太郎（陸軍中将、混成第61旅団長）死刑
- 洪思翊（陸軍中将、比島俘虜収容所所長）死刑
- 河野毅（陸軍中将、抜兵団長、歩兵第77旅団長）死刑
- 大杉守一（海軍中将、第23特別根拠地隊司令官）蘭印マカッサル裁判で死刑

日本で戦犯容疑者として逮捕されて収監された後、マニラで判決を受けた者
- 本間雅晴（陸軍中将、比島軍司令官）死刑
- 黒田重徳（陸軍中将、第14方面軍司令官）終身刑
- 長浜彰（陸軍憲兵大佐、第14方面軍憲兵隊司令官）死刑

## 裁判
軍事法廷という形式上、裁判は一審制であったが、弁護人が付けられた。
法廷では、杜撰な伝聞調査、虚偽の証言、通訳の不備、裁判執行者の報復感情などが災いし、不当な扱いを受けたり、無実の罪を背負わされるケースもあったと言われている。特に、この主張は被疑者を含め日本側の関係者を中心に見られる。
一方、このような問題を踏まえつつ、弁護人が付けられている点、裁判内容、判決内容などを考察し、一般的な軍律裁判と比較して、正確な裁判が行われていたのではないかとする見解もある。

## 判決
起訴された212名のうち、177名が有罪（死刑69名、終身刑33名、有期刑75名、無罪33名、釈放2名）となった。
死刑の執行は、ルソン島マニラの南東に位置するラグナ湖周辺、マンダルヨソグ、カンルバン、ロスバニオス南部の3ヵ所で行われた。有期刑75名は、10年未満が12名、10年～20年未満は35名、20年～30年未満は21名、30年は5名、40年・50年が各1名である。
有期刑・終身刑の判決を受けた戦犯はモンテンルパ近郊のニュービリビット刑務所に収容された。死刑が執行されたのは17名であり、1953年7月4日に米国政府の介入によって処刑は中止され、エルピディオ・キリノ大統領の特赦によって減刑・釈放された。この経緯についてはエルピディオ・キリノ#晩年を参照のこと。

## 裁判資料
国立公文書館に裁判資料が保管されている。マニラ裁判は第70号までとされているが、保管されているのは、そのすべてではなく、60裁判くらいである。